# Cristoforo della Rovere
Cristoforo della Rovere (en français Christophe de La Rovère), né le 13 juin 1434 au Piémont et mort à Rome, le 1er février 1478, est un cardinal italien de l'Église catholique.

## Biographie
Cristoforo della Rovere 13 juin 1434, à Turin. Il appartient à la famille piémontaise Della Rovere. Fils de Giovanni della Rovere (branche des seigneurs de Viconuovo, alias Vinovo) et de Anna del Pozzo, il a pour frère le futur cardinal Domenico della Rovere. Ils sont des parents du pape Sixte IV.
Cristoforo della Rovere étudie à l'université de Bologne. Le 15 septembre 1472, il est nommé archevêque de Tarentaise, et il est gouverneur du château Saint-Ange à Rome. Il ne fait son entrée que l'année suivante dans Moûtiers.
Il a le soutien de la régente du duché de Savoie, la duchesse Yolande de France.
La tradition ne retient de son épiscopat tarin qu'une hostilité à l'égard des Cordeliers.
Il est créé cardinal par le pape Sixte IV, au consistoire du 10 décembre 1477.
Cristoforo della Rovere meurt le 1er février 1478, à Rome,.
Pour lui succéder à la tête de l'archevêché, en 1479, les chanoines élisent Urbain de Chevron Villette, mais Rome impose pour lui succéder son frère, le cardinal Domenico della Rovere, qui ne visitera pas son archevêché,.